# Håkan Bråkan (datorspel)
Håkan Bråkan är ett svenskt datorspel från 2003 som bygger på julkalendern i SVT med samma namn. Spelet utvecklades av Upside Studios och utgavs av Pan Vision.

## Upplägg och innehåll
I spelet har Håkans mamma tagit in på Dr. Maltes stressklinik men i Håkans fantasi är både hon och julen i fara och behöver befrias. Spelet består av 24 uppdrag som spelaren tar sig igenom för att avancera till nästa dag. Uppdragen låses upp genom en kod som avslöjades efter dagens avsnitt av julkalendern i TV.

## Mottagande
Sundsvalls Tidnings recensent Stefan Forsberg skrev att "Inga revolutionerande framsteg har gjorts jämfört med tidigare år, men spelet är befriat från irriterande moment." Göteborgs-PostenMats Lerneby gav spelet 2 av 5 i betyg och beskrev spelet som för svårt för såväl de minsta som vuxna och kritiserade idén med att ha dagliga koder för att låsa upp spelets alla minispel. Lerneby ansåg också att spelet hade simpel grafik som vägdes upp av att dess humor och klurighet.
Aftonbladets recensent beskrev spelet som pedagogiskt med roliga animationer och jämförde med Pettson och Findus- och Mulle Meck-spelen. Uppdragen beskrev som enkla men roliga. Sydsvenskans recensent Malena Henriksson beskrev spelet som en "riktig höjdare". Hon beskrev uppdragen som kluriga men beklagade sig över att rösterna i spelet skilde sig från skådespelarna i TV-serien.
Spelet sålde 70 000 exemplar.